# Lingua Miami-Illinois
La Lingua Miami-Illinois è una lingua appartenente alla Famiglia linguistica delle Lingue algonchine centrale parlata nel centro e nel nord-est dell'Oklahoma e nell'Indiana da alcune tribù appartenenti al popolo Illiniwek.
La lingua si è estinta intorno al 1960.

## Dialetti
Il Miami-Illinois, nel XVII secolo, era parlata da diverse tribù che risiedevano nell'attuale  Indiana, tra cui i Miami, i Piankashaw e gli Wea, ed in Illinois, gli Illiniwek ed i Kaskakia.
Nel corso del XIX secolo, la maggior parte di essi furono reinstallati in Oklahoma dove sono conosciuti sotto il nome di Peoria. Malgrado ciò, numerosi Miami risiedono ancora in Indiana.
Secondo David Costa, le differenze dialettali tra tutti questi gruppi erano poco marcate.

## Fonologia

### Consonanti
|             | Bilabiale | Dentale | Alveolare | Laterale | Palatale | Velare | Glottale |
| ----------- | --------- | ------- | --------- | -------- | -------- | ------ | -------- |
| Occlusiva   | p         | t       |           |          |          | k      | ʔ        |
| Fricativa   |           |         | s         |          | ʃ        |        | h        |
| Affricata   |           |         |           |          | t͡ʃ       |        |          |
| Nasale      | m         | n       |           |          |          |        |          |
| Liquida     |           |         |           | l        |          |        |          |
| Semi-vocale | w         |         |           | j        |          |        |          |

- Allofoni

Le occlusive, fricative e affricate ad eccezione delle glottali, sono sonore in certi contesti:
/-s/ et /-š/ dopo una sequenza /-nV-/, cioè, nasale più vocale. Esempio :
- lenaswa - mucca  è [lɛnʌzwʌ].
- masaanaapiikwa - corda è [mʌzaːnaːpiːkwʌ]

Nelle sequenzes /-nk-/ , /-nt-/, /-ns-/, /-nč-/, /-nš-/ e /-mp-/, il secondo elemento è sonoro. Esempio :
- lenkwaki - ascelle è [lɛngwʌki].
- ahkinši - fronte è [ʌhkinʒi]
- mihtekaapinti - corda dell'arco è [mihtɛkaːpindi]

### Vocali
|        | Anteriore | Centrale | Posteriore |
| ------ | --------- | -------- | ---------- |
| Chiusa | i iː      |          | uː         |
| Media  | ɛ eː      |          | o          |
| Aperta |           | ʌ aː     |            |